# Emma O'Croinin
Emma O'Croinin (Edmonton, 22 mei 2003) is een Canadese zwemster.

## Carrière
Bij haar internationale debuut, op de wereldkampioenschappen zwemmen 2019 in Gwangju, werd O'Croinin uitgeschakeld in de series van zowel de 400 als de 1500 meter vrije slag. Op de 4×200 meter vrije slag zwom ze samen met Kayla Sanchez, Emily Overholt en Rebecca Smith in de series, in de finale veroverden Sanchez en Overholt samen met Taylor Ruck en Penelope Oleksiak de bronzen medaille. Voor haar aandeel in de series ontving O'Croinin eveneens de bronzen medaille.

## Internationale toernooien
| Jaar | Olympische Spelen | WK langebaan                                                                                    | WK kortebaan | PanPacs | Gemenebestspelen |
| ---- | ----------------- | ----------------------------------------------------------------------------------------------- | ------------ | ------- | ---------------- |
| 2019 |                   | 12e 400m vrije slag · 17e 1500m vrije slag · 4×200m vrije slag · O'Croinin zwom enkel de series |              |         |                  |

## Persoonlijke records
Bijgewerkt tot en met 25 augustus 2019
Kortebaan
| Afstand          | Tijd     | Datum            | Plaats   |
| ---------------- | -------- | ---------------- | -------- |
| 200m vrije slag  | 01.58,63 | 14 december 2018 | Edmonton |
| 400m vrije slag  | 04.08,04 | 16 december 2018 | Edmonton |
| 800m vrije slag  | 08.37,05 | 13 december 2018 | Edmonton |
| 1500m vrije slag | 16.22,05 | 18 januari 2019  | Edmonton |

Langebaan
| Afstand          | Tijd     | Datum            | Plaats    |
| ---------------- | -------- | ---------------- | --------- |
| 200m vrije slag  | 01.58,64 | 25 augustus 2019 | Boedapest |
| 400m vrije slag  | 04.08,11 | 23 augustus 2019 | Boedapest |
| 800m vrije slag  | 08.39,63 | 7 april 2019     | Toronto   |
| 1500m vrije slag | 16.28,79 | 26 augustus 2018 | Suva      |